# پل بیگنوت
پل بیگنوت (انگلیسی: Paul Bignot؛ زادهٔ ۱۴ فوریهٔ ۱۹۸۶) بازیکن فوتبال اهل بریتانیا است.
از باشگاه‌هایی که در آن بازی کرده‌است می‌توان به باشگاه فوتبال نیوپورت کانتی، باشگاه فوتبال کرو آلکساندرا، باشگاه فوتبال بارو، باشگاه فوتبال بلکپول، باشگاه فوتبال کیدرمینستر هاریرس، باشگاه فوتبال گریمزبی تاون، باشگاه فوتبال پلیموث آرگیل، و باشگاه فوتبال سولیهال مورس اشاره کرد.
وی همچنین در تیم ملی فوتبال England C بازی کرده‌است.